# Nowakowo (województwo warmińsko-mazurskie)
Nowakowo (niem. Terranova) – wieś w Polsce położona w województwie warmińsko-mazurskim, w powiecie elbląskim, w gminie Elbląg. Leży na obszarze Wyspy Nowakowskiej w rejonie Żuław Elbląskich i nad rzeką Elbląg.
Transport publiczny jest obsługiwany przez komunikację miejską Elbląga.
Wieś komornictwa zewnętrznego Elbląga w XVII i XVIII wieku. W latach 1945–1954 miejscowość była siedzibą władz gminy Nowakowo. W latach 1975–1998 miejscowość administracyjnie należała do ówczesnego województwa elbląskiego.
We wsi znajduje się zrujnowany dom podcieniowy wybudowany w 1818 roku.